# Entropia molar padrão
Em termoquímica, a entropia molar padrão é a entropia associada a um mol de substância sob condições padrão de temperatura e pressão. Geralmente simbolizada por So, a unidade de medida SI é J/K mol (Joules por mol Kelvin).